# Torre Sansalvador
La Torre Sansalvador és un edifici residencial del barri de Vallvidrera, el Tibidabo i les Planes de Barcelona, situat a la carretera de Sarrià a Vallvidrera, declarat bé amb elements d'interès (C).
Va ser promogut el 1905 per Pau Sansalvador i dissenyat per l'arquitecte Antoni Coll i Fort. És un gran casal aïllat, actualment dividit en diversos habitatges, situat en una finca de dimensions considerables. De planta rectangular que consta de planta baixa, dos pisos i un pis superior central a manera de torratxa, amb coberta a quatre aigües. Cal destacar els estucats de les façanes (que imiten carreus i elements de tipus floral en alguns panys entre finestres) i les mènsules que sostenen el sortint del ràfec.